# Castellanía de Amposta

Escudo del Castellán de Amposta según el armorial de Gelre (f. 63v), de fines del.

La Castellanía de Amposta fue un priorato de la Orden del Hospital de San Juan de Jerusalén, orden religiosa y militar conocida posteriormente también como Orden de Malta o de los Hospitalarios, en la Corona de Aragón ubicado en la ciudad de Amposta desde el siglo XII hasta mediados del siglo XIII y en el Palacio de la Zuda de Zaragoza desde esa fecha hasta 1835, si bien a partir del final de la Edad Media decayó su influencia. En 1317, con la incorporación de encomiendas templarias, de este Gran Priorato de Aragón se escindió el Gran Priorato de Cataluña. El priorato estaba adscrito a la denominada lengua de Aragón donde estaban incluidos los dos junto con el Gran Priorato de Navarra y, hasta 1462 en que se separaron, también se incluyeron en esta lengua Castilla, León y Portugal.

## Historia
La penetración de los monjes-caballeros hospitalarios en los territorios de la corona de Aragón fue paulatinamente amplia y tuvo su origen en la ayuda que prestaron estas órdenes militares al rey Alfonso I el Batallador el cual, en reconocimiento, llegaría a designarlas en su testamento de 1134 como herederas del reino aragonés. 
Al no ser cumplido, las órdenes se vieron compensadas durante el principado de Ramón Berenguer IV con numerosas encomiendas y plazas. Además, los caballeros hospitalarios y templarios también apoyaron al príncipe de Aragón y conde de Barcelona en su conquista de los marquesados de Tortosa y Lérida (1148-49), por lo que recibieron nuevas posesiones, entre las que destacó el castillo de Amposta y su entorno hasta el mar, donde se estableció en un primer periodo. 
La magnitud de esta propiedad el priorato de Aragón pasó a llamarse Castellanía de Amposta logrando autonomía respecto al Gran priorato de Saint Gilles y escindiéndose también entonces el priorato de Navarra. El castellán asumió las funciones que en otras divisiones de la orden detentaba el prior. De ahí la denominación que recibió el antiguo priorato de «castellanía de Amposta», y el título de su máximo cargo en la Corona de Aragón, el de «Castellán de Amposta».
Más tarde, en 1280, la sede de Amposta fue trasladada por Pedro III de Aragón a Gallur y Onda si bien la actividad del castellán le impedía fijar su residencia.
En 1317 se extingue la Orden del Temple y sus posesiones en la Corona de Aragón se incorporaron a la orden de San Juan del Hospital, lo que produjo una división de la Castellanía en dos distritos: el priorato de Cataluña y la castellanía del reino de Aragón, cuya sede se trasladó de nuevo, esta vez al Palacio de la Zuda de Zaragoza, donde el castellán fijó su sede de forma definitiva. 
Destaca entre los castellanes de Amposta (desde 1349) el literato Juan Fernández de Heredia, comendador de la Orden de en la Corona de Aragón, que llegó a ser Gran Maestre de la Orden de San Juan del Hospital desde 1377 hasta su muerte en 1396.